# Pioneer Crossing
Pioneer Crossing är ett bergspass i Antarktis. Det ligger i Östantarktis. Australien gör anspråk på området. Pioneer Crossing ligger 9 meter över havet.
Terrängen runt Pioneer Crossing är platt åt sydväst, men åt nordost är den kuperad. Trakten är glest befolkad. Närmaste befolkade plats är Davis Station, 19,0 kilometer sydväst om Pioneer Crossing. 